# George William Russell
Pour les articles homonymes, voir George Russell et William Russell.
George William Russell, dont le pseudonyme est Æ (10 avril 1867 – 17 juillet 1935), est un poète, peintre, critique, économiste, nationaliste irlandais et l'une des plus remarquables figures du mouvement intellectuel irlandais. Sa poésie grave est animée d'un ardent mysticisme.

## Jeunesse
Né à Lurgan dans le comté d'Armagh, il déménagea à Dublin avec sa famille à l'âge de 11 ans. Il étudia à la Metropolitan School of Arts, où il noua une amitié indéfectible avec William Butler Yeats. Il travailla pendant de nombreuses années pour la Irish Agricultural Organisation Society (IAOS), une société coopérative agricole fondée par Horace Plunkett en 1894 dont il devint rapidement secrétaire adjoint sur recommandation de Yeats.

## Activité économique et politique
C'est principalement à lui que le sud et l'ouest du pays doivent le développement des sociétés de crédit et l'établissement de banques coopératives (en:Co-operative Banks), dont le nombre s'élevait à 234 en 1910. Cette position ne lui permettait pas d'exprimer librement ses opinions mais il ne faisait pas mystère de ses convictions nationalistes. Durant le en:Dublin Lockout en 1913, émeutes des ouvriers contre les employeurs, il écrivit une lettre ouverte au Irish Times pour critiquer l'attitude de ces derniers, puis alla exposer ses vues en Angleterre ce qui participa à la résolution du conflit.
Pacifiste, Russell n'éprouvait aucune sympathie pour l'insurrection de Pâques 1916 ni pour les moyens employés à sa continuation, mais il fut très ému par la mort des principaux rebelles et, comme Yeats, dédia un poème à leur sacrifice.
Il fut ensuite délégué indépendant à la Convention irlandaise, l'assemblée qui se tint de juillet 1917 à mars 1918 pour résoudre la « question irlandaise », où il s'opposa au compromis de John Redmond sur l'autonomie de l'Ulster dans le en:Government of Ireland Act 1914 appelé Home Rule.

## Activité éditoriale
Russel publia le Irish Homestead, le journal de l'IAOS, de 1905 à 1923, qui fusionna avec The Irish Statesman, le journal de la Irish Dominion League, où il poursuivit ses activités de rédacteur en chef. La fin du journal le laissa sans emploi mais des réunions et des collectes organisées à son insu réunirent 800 livres sterling, qui lui permirent de visiter les États-Unis l'année suivante. Il fut bien accueilli dans tout le pays et ses livres s'y vendirent en grand nombre.
Il utilisait le pseudonyme de Æ, abréviation d'un Æon antérieur, symbolisant la quête qui dure toute la vie de l'homme.

## Écrivain, peintre, mentor

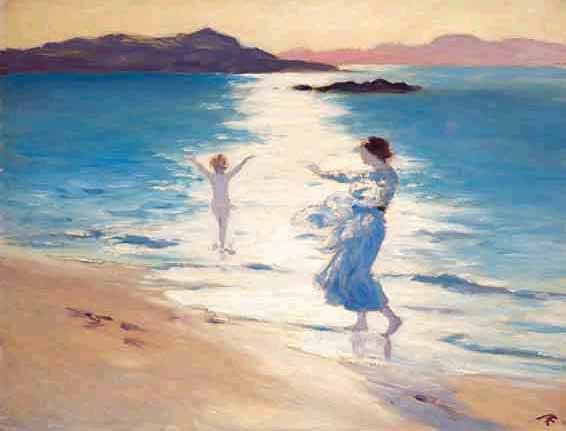
Les baigneuses
Peinture de Russell.

Son premier livre de poèmes, Homeward: Songs by the Way (1894), l'établit au sein de ce qui était alors connu sous le nom de « Renouveau littéraire irlandais » où Æ rencontra le jeune James Joyce en 1902 et le présenta aux autres personnalités littéraires irlandaises, y compris William Butler Yeats. Il apparaît d'ailleurs dans le Ulysse de Joyce, où il contredit les théories de Stephen Dedalus sur Shakespeare. Un autre recueil de poèmes fut publié en 1913.
Sa maison au 17 Rathgar Avenue à Dublin devint un lieu de rendez-vous pour tous ceux qui s'intéressaient à l'avenir économique et artistique de l'Irlande. Le leader irlandais Michael Collins, chef du nouveau gouvernement, se rapprocha de Russell dans les derniers mois de sa vie. Sa gentillesse et sa générosité pour les jeunes auteurs a été remarquée : Frank O'Connor l'appelait « l'homme qui a été le père de trois générations d'écrivains irlandais » et il était pour Patrick Kavanagh « un grand et un saint homme ». Dans un livre témoignage, Pamela L. Travers, femme de lettres et créatrice du personnage de Mary Poppins, évoque avec chaleur cet écrivain et leurs relations.
S'intéressant à de nombreux domaines, il devint théosophe comme Yeats et écrivit énormément sur la politique et l'économie, tout en continuant à peindre et à écrire de la poésie. Æ se disait clairvoyant, capable de voir divers êtres spirituels, qu'il illustrait dans ses peintures et ses dessins.

## Dernières années et décès
De plus en plus insatisfait du Irish Free State que, d'après Yeats, il appelait « un pays abandonné au Diable », Russel déménagea en Angleterre peu après la mort de sa femme en 1932. En dépit de sa mauvaise santé, il entreprit une dernière tournée de lectures aux États-Unis mais en revint totalement épuisé. Il mourut du cancer à Bournemouth en 1935. Son corps fut rapatrié en Irlande pour d'impressionnantes funérailles auxquelles assistèrent Eamon de Valera et d'autres personnages marquants de la vie culturelle irlandaise, tant catholiques que protestants. Il est enterré au Mount Jerome Cemetery à Dublin.

## Poésie
- Homeward Songs by the Way (1894)
- The Earth Breath and Other Poems (1896)
- The Nuts of Knowledge (1903)
- The Divine Vision and Other Poems (1904)
- By Still Waters (1906)
- Deirdre (1907)
- Collected Poems (1913)
- Gods of War, with Other Poems (1915)
- Imaginations and Reveries (1915)
- The Candle of Vision (1918) trad. franç.: Le flambeau de la vision, trad. Léon-Gabriel Gros,  Cahiers du Sud-La Baconnière, Paris-Neuchâtel, 1952.
- Midsummer Eve (1928)
- Enchantment and Other Poems (1930)
- Vale and Other Poems (1931)
- Songs and Its Fountains (1932)
- The House of Titans and Other Poems (1934)
- Selected Poems (1935)